# TORG
TORG (The Other Roleplaying Game) ist ein cineastisches Pen-&-Paper-Rollenspiel, das 1990 von West End Games veröffentlicht wurde. Es vereint verschiedene Genres in einer Spielwelt, spielt aber auf einer modernen Erde. Spielende können in verschiedene Genres eintauchen und trotzdem interagieren. Die ursprüngliche Fassung ist in englischer Sprache und wurde nicht in Deutsch übersetzt.
1994 wurde das Spielsystem überarbeitet und als universelles Masterbook-System für weitere Spielwelten geöffnet.
2017 wurde eine neue Edition des Spiels namens Torg Eternity von Ulisses Spiele als neuer Lizenzinhaber über eine Crowdfunding-Plattform finanziert. 2018 folgte die Finanzierung der deutschen Ausgabe, ebenfalls durch Ulisses Spiele und ein Crowdfunding. Die Unterstützer der Kampagne erhielten eine Vorab-PDF; ab 2019 ist die deutsche Ausgabe im Handel erhältlich.

## Regelüberblick
Torg verwendet einen offenen W20-Wurf, um auf einer Tabelle einen Bonus zu ermitteln. Dieser Bonus plus einem Attributswert plus einem evtl. zutreffenden Fertigkeitswert ergeben einen Ergebniswert, der sowohl über den Erfolg einer Handlung als auch über den Effekt der Handlung entscheidet. Zur Erfolgsbestimmung wird der Ergebniswert mit einem Schwierigkeitsgrad verglichen. Derselbe Ergebniswert bestimmt auch den Effekt anhand einer Tabelle, wobei diese Tabelle so universell gehalten ist, dass der Effekt sowohl den Schaden im Kampf, ein gehobenes Gewicht, eine zurückgelegte Entfernung oder auch eine Zeitspanne sein kann, je nach Situation.
Zusätzlich wird von der Spielleitung und von den Spielern in verschiedenen Situationen ein Satz mit speziellen Spielkarten verwendet (das sogenannte Dramadeck), um Situationen zu beeinflussen. Der Spielleiter verwendet diese Karten zur Bestimmung von Kampfinitiative und zur Fertigkeitsabhandlung, während die Spieler die gleichen Karten zum Ausspielen verwenden, um sich Vorteile für Handlungen zu erkaufen oder Nebenhandlungen während des Spiels einzuleiten.

## Spielwelt
Den Hintergrund der Spielwelt bildet eine moderne Erde, die innerhalb eines Multiversums von verschiedenen anderen Realitäten existiert. Jede dieser Realitäten hat eine bestimmte Menge an Möglichkeitsenergie, vergleichbar mit Entwicklungspotential. Diese Energie ist extrem wichtig für sogenannte Darkness Devices, die mithilfe eines von ihnen bestimmten Highlords durch die Realitäten wandern und sie ihrer Möglichkeiten berauben, um selbst zu überleben. Auf der Erde haben sich nun 6 dieser Highlords versammelt, und jeder versucht sich ein Stück der Möglichkeitsenergie der Erde zu sichern und hat zu diesem Zweck einen Teil seiner eigenen Welt (im Spiel Cosm genannt) auf der Erde verankert. Wer von ihnen am meisten Energie sammelt, wird Torg – Der Herrscher der Realitäten. Dabei hat jeder Highlord seine eigene Art von Realität etabliert:
- Eine Vergessene Welt in großen Teilen Nordamerikas
- Eine Mischung aus Cyberpunk und kirchlicher Inquisition in Frankreich
- Eine Fantasy-Welt in England und Teilen Skandinaviens
- 20er Jahre Superhelden in Ägypten
- Eine Horror-Welt in der Gegend der Philippinen
- Eine Konzernkrieg-Welt in Japan

## Spielverlauf
Gespielt wird während des 5 Jahre dauernden Krieges um die Herrschaft der Erde. Hierum kämpfen jeder der Invasoren teils gegeneinander und teils miteinander, und dazwischen von allen angegriffen, die Vertreter der Erde und ihre Verbündeten (auch solche aus anderen Realitäten).
Die Charaktere stellen Gegner der Invasoren dar, die entweder von der Erde oder aber von einer der von dem jeweiligen Highlord bereits besetzten Welt kommen können, um gegen die Highlords zu kämpfen und sie daran zu hindern, die Erde auch noch ihrer Möglichkeiten zu berauben. Die Charaktere sind dabei besondere Individuen (sog. Sturmritter, engl. Stormknights) mit der Fähigkeit, selbst in geringem Maße Möglichkeitsenergie zu sammeln und zu manipulieren.
Es wird bei Torg großer Wert auf den Kampagnencharakter gelegt, da das Ziel der Charaktere, die Highlords von der Erde zu vertreiben, nicht schnell erreicht werden kann. Zu diesem Zweck sind die von West End Games veröffentlichten Abenteuer an einem Handlungsstrang ausgerichtet, der auf dieses Ziel hinführt, jedoch nicht zwangsweise zum Erfolg führt. Zusätzlich wurde der Kampagnencharakter durch die Herausgabe eines Newsletters, dem Infiniverse unterstützt, der Gerüchte zu kommenden Abenteuern enthielt. Weiterhin konnten Spielleiter die Ergebnisse ihrer Spielrunden mit Hilfe eines Formblattes an den Verlag schicken, was die zukünftige Abenteuerentwicklung für den Kampagnenstrang beeinflussen sollte. Diese Möglichkeit wurde jedoch nach kurzer Zeit wieder eingestellt.

## Andere Medien
- Romane (in englischer Sprache erschienen bei West End Games, in deutscher Sprache bei Goldmann)
Storm Knights. (Buch #1 der Trilogie) – 1990, ISBN 0-87431-301-5 – Ritter der Stürme. 1993, ISBN 3-442-24581-8.
The Dark Realm. (Buch #2 der Trilogie) – 1990, ISBN 0-87431-302-3 – Tag der Apokalypse. 1993, ISBN 3-442-24582-6.
The Nightmare Dream. (Buch #3 der Trilogie) – 1990, ISBN 0-87431-303-1 – Jäger des Todes. 1993, ISBN 3-442-24583-4.
City of Pain.
Dragons over England.
Interview with Evil.
Mysterious Cairo.
Out of Nippon.
Strange Tales from the Nile.
- Comic:
The Demon Invasion. (Graphic Novel) – 1998, ISBN 0-87431-368-6 (nur in englischer Sprache)